# Bian Shoumin

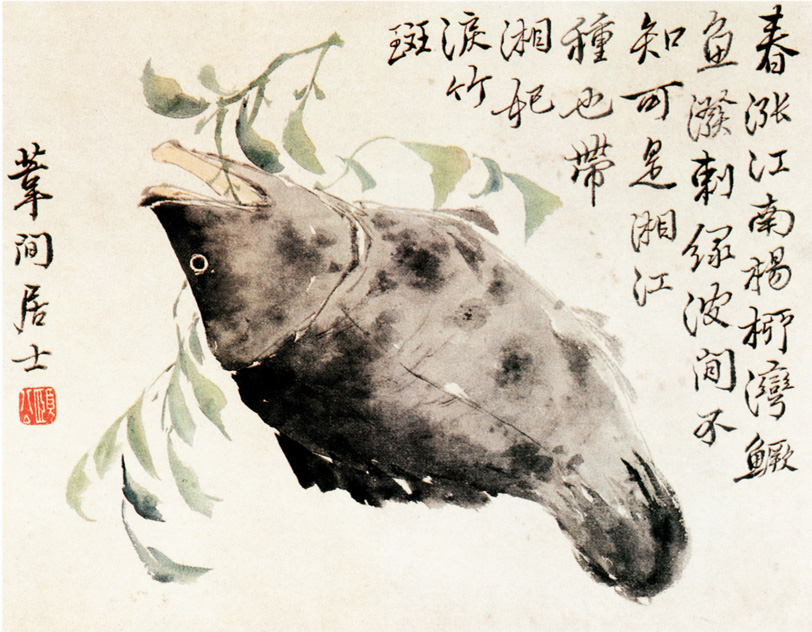
Mandarijnvis door Bian Shoumin

Bian Shoumin (邊壽民; 1684–1752), geboren als Bian Weiqi (邊維祺), was een Chinees kunstschilder en kalligraaf uit de Qing-periode. Zijn omgangsnamen waren Yigong (頤公) of Jianseng (漸僧) en zijn artistieke naam Weijian laoren (葦間老人), wat 'Oude man tussen het riet' betekent.
Bian was een inwoner van Shanyang, het huidige Huai'an. Hij was met name bekend om zijn schilderwerken van wilde ganzen, welke ook wel 'Bianyan' (邊雁) werden genoemd, oftewel 'Bian-ganzen'. Bian behoorde tot de Yangzhou-school en wordt door sommige bronnen tot de Acht Excentriekelingen van Yangzhou gerekend.
- Gemeinsame Normdatei: 1205412638
- International Standard Name Identifier: 0000 0000 8432 490X
- Library of Congress Control Number: nr89003374
- Nationale bibliotheek van Australië: 36683760
- Trove: 1394214
- Virtual International Authority File: 19523962
- WorldCat: E39PBJrRdjxmJYxWTtTJRc3hHC